# Alison (football, 1993)
Pour les articles homonymes, voir Alison.
Alison Lopes Ferreira, plus communément appelé Alison est un footballeur brésilien né le 1er mars 1993 à Mongaguá. Il évolue au poste de milieu défensif au Londrina EC.

## Biographie
Il participe au Tournoi de Toulon 2014 avec la sélection brésilienne des moins de 20 ans, qu'il remporte.
Il joue son premier match en Serie A avec Santos le 10 septembre 2011, lors de la réception du club de Cruzeiro (victoire 1-0). Il inscrit son premier but dans ce championnat le 18 juillet 2014, lors de la réception du club de Palmeiras (victoire 2-0).
Il joue son premier match en Copa Libertadores le 11 août 2017, lors de la réception de l'Athletico Paranaense (victoire 1-0). En janvier 2021, il atteint la finale de la Copa Libertadores, en étant battu par le club de Palmeiras.

## Palmarès

### En équipe nationale
- Vainqueur du Tournoi de Toulon en 2014 avec l'équipe du Brésil des moins de 20 ans

### En club
- Finaliste de la Copa Libertadores en 2020 avec le Santos FC
- Vainqueur du Campeonato Paulista en 2012, 2015 et 2016 avec le Santos FC